# Publicatiebias
Publicatiebias is de vertekening die ontstaat als bij wetenschappelijk onderzoek de positieve resultaten wel, maar negatieve of onduidelijke resultaten niet gepubliceerd worden. Dit wordt ook wel het dossierkast- of bureaulade-effect genoemd, omdat de dossiers met negatieve resultaten in de kast of de (onderste) bureaulade verdwijnen.
Omdat in de zuivere wetenschap eigenlijk een negatief resultaat even belangrijk is als een positief - het is bijvoorbeeld even belangrijk om te weten dat een geneesmiddel niet werkt als dat het wel werkt - treedt dit verschijnsel vooral op als er partijen zijn die een belang hebben bij een bepaalde uitkomst.
Om te voorkomen dat er te veel wordt geïnvesteerd in onderzoeksrichtingen die geen resultaat opleveren, voeren de meeste farmaceutische bedrijven validatieonderzoeken uit. Studies die niet te reproduceren zijn, hoeven dan niet verder onderzocht te worden. Zodra een geneesmiddel echter op de markt is gekomen, hebben zij geen belang bij het publiceren van resultaten waaruit blijkt dat dit middel niet werkt, zeker zolang er ook resultaten zijn die voor het middel pleiten. In onderzoeksprotocollen van door de farmaceutische industrie gesponsord onderzoek staat dan ook geregeld een clausule dat de firma zich het recht voorbehoudt het onderzoek zonder opgave van redenen te staken en niet te publiceren en worden deelnemende onderzoekers in hun onderzoekscontract ontmoedigd of wordt het hun zelfs verboden om op eigen houtje te publiceren.
Een dergelijke politiek kan ernstige consequenties hebben voor de waarheidsvinding bij het beoordelen van de effectiviteit van geneesmiddelen. Er wordt daarom al overgegaan tot de maatregel dat onderzoek dat wordt gebruikt bij de beoordeling om een middel toe te laten van tevoren aangemeld moet zijn, zodat kan worden gecontroleerd dat het ook wordt gepubliceerd. Een andere manier om publicatiebias te verminderen, die bij meta-analyse gebruikt wordt, is het binnen de academische gemeenschap oproepen tot het delen van niet-gepubliceerde data zodat deze bij de meta-analyse meegenomen kunnen worden.
Iets vergelijkbaars doet zich voor in de algemene media over niet-wetenschappelijke zaken. Het uitzonderlijke krijgt altijd onevenredig veel aandacht vergeleken met het niet-uitzonderlijke. Spectaculaire gebeurtenissen zijn (in het algemeen) uitzonderlijker dan niet-spectaculaire. Het melden dat ergens niets gebeurd is, wordt over dus in het algemeen niet als nieuwswaardig beschouwd, met als gevolg dat mensen de indruk krijgen dat zaken waarover geschreven wordt (zoals moord en brand) zich veel vaker voordoen dan dat in werkelijkheid het geval is.
Bepalend voor de nieuwswaardigheid is echter de afwijking van het gebruikelijke. Een tropische orkaan in september en oktober in het Caribische gebied is nieuwswaardig als er grootschalige schade en verlies aan mensenlevens is, maar het geheel uitblijven van orkanen gedurende een heel seizoen zou ook nieuws zijn.